# 문막초등학교
문막초등학교는 대한민국 강원특별자치도 원주시 문막읍 문막리에 있는 공립 초등학교이다.

## 학교 연혁
- 1917년 5월 1일 문막공립보통학교 개교
- 1918년 3월 31일 신축 교사 이전
- 1921년 4월 1일 6년제로 승격
- 1938년 4월 1일 문막공립심상소학교로 명칭 변경
- 1941년 4월 1일 문막공립국민학교로 명칭 변경
- 1945년 9월 1일 문막국민학교로 명칭 변경
- 1985년 3월 1일 취병초등학교 분교장으로 개편
- 1996년 3월 1일 문막초등학교로 명칭 변경
- 1997년 2월 20일 신축 교사로 이전
- 1997년 5월 1일 개교 80주년 기념 행사
- 1999년 9월 1일 대둔분교장 본교로 통합
- 2000년 3월 1일 후용초등학교 본교로 통합
- 2004년 3월 1일  동화초등학교 분리(25학급)
- 2009년 3월 1일 병설유치원 개원(1학급)
- 2014년 3월 1일 취병분교장 통폐합
- 2017년 4월 29일 개교 100주년 기념 행사
- 2017년 9월 1일 제35대 김동희 교장 부임
- 2018년 2월 13일 제98회 졸업식 62명 졸업(졸업생 누계: 10,411명)
- 2018년 3월 1일 21학급(특수학급 1학급포함)편성
- 2018년 4월 11일 신축교실 준공(교실: 4실, 시청각실: 1실)
- 2019년 1월 11일 제99회 졸업식(60명) (졸업생 누계: 10,471명 졸업)
- 2019년 3월 1일 22학급(특수학급 1학급포함)편성
- 2019년 3월 4일 2019 입학식(입학생 99명 최종: 498명)
- 2024년 5월 1일 이태민 학생 전교회장 당선
- 2024년 6월 중반에 피구대회을 나가 3등을 하였다